# Čajdamska kotlina
Čajdamska kotlina je hiperaridna kotlina, ki zavzema velik del prefekture Haiši v provinci Činghaj na Kitajskem. Kotlina pokriva površino približno 120.000 km², od česar je ena četrtina pokrita s slanimi jezeri in endoreičnimi kotlinami. Približno ena tretjina ali približno 35.000 km², je puščava.

## Ime
Tshwa'i 'Dam je wyliejeva romanizacija tibetanskega imena ཚྭའི་འདམ་, kar pomeni 'Slano močvirje'; romanizacija tibetanskega pinjina z istim imenom je Caidam. Čajdam je GNC romanizacija njegove transkripcije v mongolščino; Tsaidam je različica romanizacije istega imena. Chaidamu je romanizacija pinjina njegovega prepisa v kitajske pismenke; isto ime je bilo prej romanizirano kot 'močvirje Zaidam' za kitajski poštni zemljevid.

## Geografija
Orografsko je Čajdamska kotlina razmeroma nizko območje v severovzhodnem delu Činghaj-Tibetanske planote. Z nadmorsko višino okoli 3000 m Čajdam tvori nekakšno polico med Tibetom na jugu (okoli 4300 m) in Gansujem na severu (okoli 1100 m). Nizka vodna ločnica ločuje porečje Čajdam od jezera Činghaj na vzhodu. Kljub tej nižji nadmorski višini je Čajdam še vedno dovolj visoko, da je njena povprečna letna temperatura 2–4 °C kljub temu, da leži na isti zemljepisni širini kot Alžirija, Grčija ali Virginija v Združenih državah.
Kotlina v obliki polmeseca pokriva površino približno 120.000 km². Njegov substrat je na splošno razdeljen na tri bloke: depresijo Mangja, severno prelomno območje in depresijo Sanhu. Čajdam je medgorska kotlina, z vseh strani obdana z gorskimi verigami. Na jugu jo ločuje gorovje Kunlun od višjega osrednjega dela Tibetanske planote. Na severu ga številni manjši grebeni, kot je Šulenanšan, ločujejo od druge višje planote, ki se običajno omenja z imenom svojega severnega pobočja, Čilian ali Nanšan. Na severozahodu ga Altin-Tagh ločuje od puščave Kumtagh v jugovzhodnem Šindžjangu.
Zaradi tega položaja Čajdam tvori endoreično kotlino, v kateri se kopičijo jezera brez izliva v morje. Območje je med najbolj sušnimi nepolarnimi območji na svetu, z nekaterimi kraji poročajo o indeksu sušnosti 0,008–0,04. V celotni kotlini je povprečna letna količina padavin 26 mm, vendar je povprečno letno izhlapevanje 3000–3200 mm. Zaradi nizke količine padavin so ta jezera postala slana ali popolnoma izsušena. Trenutno so v porečju štiri glavne endoreične kotline: Čarhan na jugovzhodu in (od severa proti jugu) Kunteji, Čahanšilatu in Dalangtan na severozahodu. Te endoreične kotline in nekaj drugih slanih jezer zavzemajo več kot eno četrtino kotline, pri čemer so sedimenti odloženi od jure ponekod globoko od 10 do 14 km kljub tektonskim dejavnost, ki je večkrat premaknila središče sedimentacije v regiji. Zaradi sezonske narave in komercialnega izkoriščanja nekaterih jezer je natančno štetje problematično: eno štetje je ocenilo, da je v porečju 27 jezer, drugo pa 43 s skupno površino 16.509 km².
Sušnost, slanost, široka dnevna in sezonska temperaturna nihanja ter razmeroma visoko ultravijolično sevanje so pripeljali do tega, da je Kitajska geološka služba preučevala Čajdam kot Marsov analog za uporabo pri testiranju spektroskopije in opreme za kitajski program Mars 2020 (Tianven-1).

## Geološka zgodovina
Čajdam je bil del severnokitajskega kratona pred najmanj 1 milijardo let, preden se je odlomil pred 560 milijoni let na koncu neoproterozoika. Bil je otok v plitvem morju, dokler se dvig, ki se je začel okoli 400 milijonov let, ni končno pridružil kopnemu do 200 milijonov let.
Tridimenzionalno modeliranje kaže, da je bila sedanja kotlina stisnjena v nepravilno diamantno obliko od začetka kenozoika, pri čemer je Indijska plošča začela vplivati na starodavno tibetansko obalo nekje med 55–35 Ma. Sprva je bila Čajdamska kotlina na precej nižji nadmorski višini. Cvetni prah, najden v jedrnih vzorcih, kaže, da je bil oligocen (34–23 Ma) razmeroma vlažen. V zahodnem delu se je počasi oblikovalo veliko jezero, ki sta ga dve veliki tektonski gibanji dvignili in odrezali od prvotnih virov usedlin. V svojem največjem obsegu v miocenu (23–5 milijonov let) se je to jezero razprostiralo na sedanji konturi nadmorske višine 2800 m čez 300 km in je bilo med največjimi jezeri na svetu. Pritoki, bogati s hranili, so prispevali k cvetenju planktona, kar je podpiralo ekosistem, ki je ustvaril zaloge organskega ogljika. Dviganje Tibetanske planote pa jo je sčasoma odrezalo od toplega in vlažnega indijskega monsuna. Prešla je iz gozdne stepe v puščavo. Do pred 12 milijonov let se je podnebje dovolj posušilo, da je eno samo jezero Čajdam razdelilo na ločene kotline, ki so pogosto postale slane. V pliocenu (5–2,5 milijona let) je bilo središče večine sedimentacije na tem, kar je danes Kunteji, toda med pleistocenom (po 2,5 milijona let) je tektonska aktivnost premaknila pritoke in dno bazena, tako da je žarišče sedimentacije premaknila iz Dalangtana v območje Čarhan. V tem času ledeniški intervali zapisa nakazujejo nizkotemperaturno podnebje in njeni peščenjakovi jardangi pričajo o močnih vetrovih.
Od 770.000 do 30.000 let nazaj se je ogromno jezero, ki je zapolnjevalo velik del jugovzhodne kotline, devetkrat zamenjalo med sladkovodnim in slanim jezerom. Študije o cvetnem prahu kažejo, da je bilo dno jezera Dabusun v Čarhan deprediji —skoraj najnižji točki kotline— v zadnjih 500.000 letih dvignjeno približno 700 m. Pri približno 30 kya se je to veliko – takrat sladkovodno – jezero razprostiralo na vsaj 25.000 km² s površino 50–60 m nad sedanjo gladino njegovih naslednikov. Istočasno je reka iz paleo jezera Kunlun na jugu bogatila regijo Sanhu z ogromnimi zalogami litija, pridobljenega iz vročih vrelcev v bližini gore Buka Daban, ki se zdaj izliva v reko Narin Gol, ki teče v vzhodno jezero Taidžinar.
Okoli 30 kya se je jezero v Kunlunsu posušilo in Čarhan je bil odrezan od zadostnih dotokov sveže vode. Ponovno je postalo slano, pred približno 25.000 leti so se začele obarjati soli. Nadaljnje nastajanje in razvoj kotline nadzira prelom Altin Tagh, ki predstavlja severno mejo kotline.

## Transportation
Železniška proga Šining-Golmud (prva stopnja železnice Činghaj-Tibet), ki je prečkala vzhodni del Čajdamske kotline v zgodnjih 1980-ih, je bistvena prometna povezava za dostop do mineralnih virov v regiji. Od leta 2012 se gradijo dodatne železniške proge. Gradnja železnice Golmud–Dunhuang se je začela oktobra 2012; dokončana je bila v 5 letih. V začetku leta 2012 je Zangge Potash Co Ltd začel graditi 25 km dolgo zasebno železnico od postaje Čarhan na železnici Činghaj–Tibet (v bližini istoimenskega slanega jezera) do njihovih objektov v bližini.
Od konca leta 2013 se izvaja predhodno načrtovanje za železnico Golmud-Korla, ki se bo raztezala tudi vzdolž celotnega zahodnega dela porečja Qaidam.